# Museum Campus Chicago

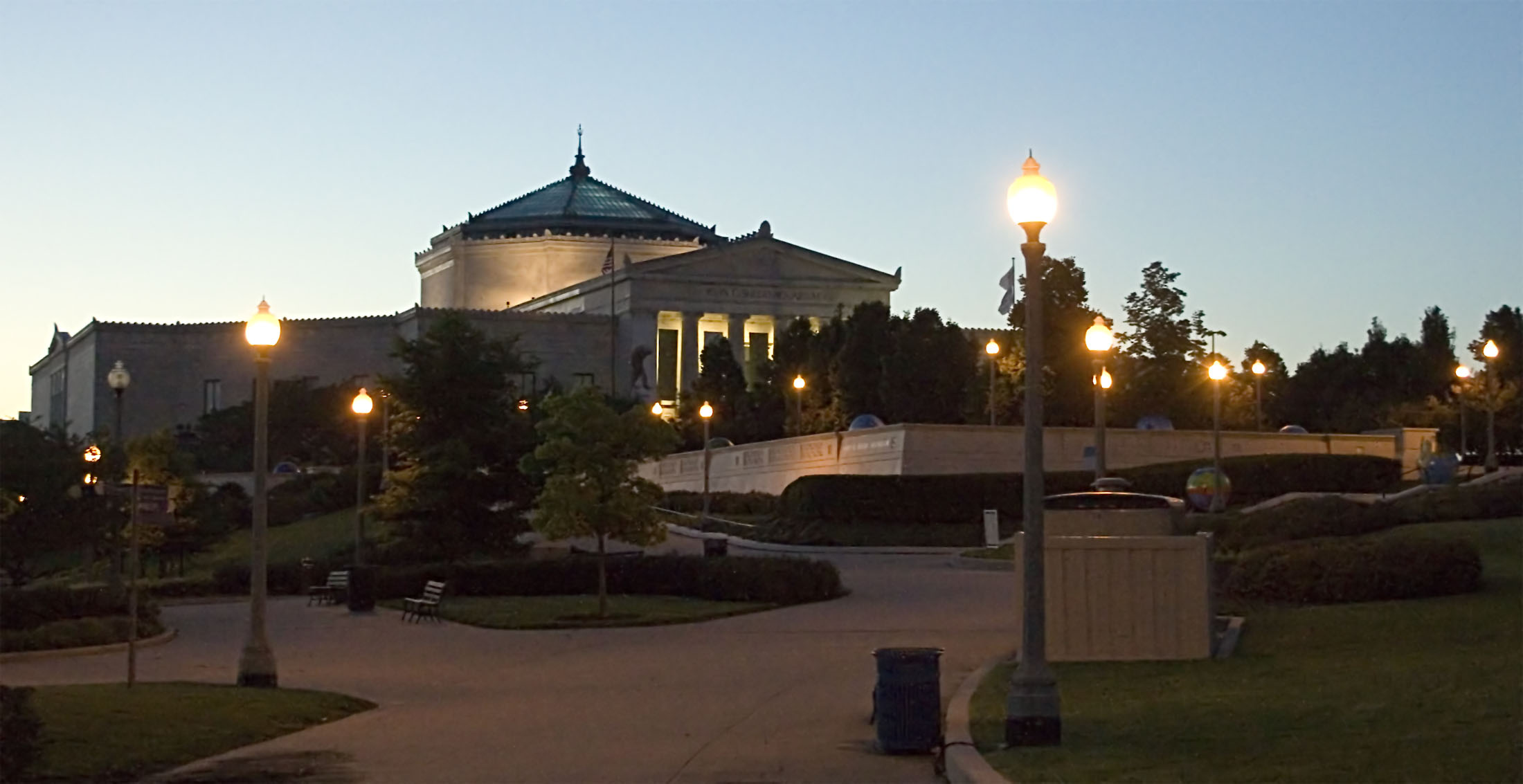
Museum Campus und Aquarium

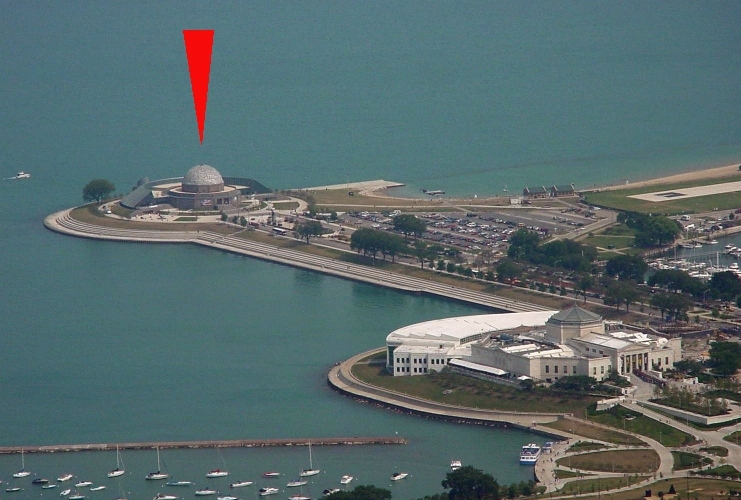
Planetarium

Der Museum Campus Chicago ist ein am Michigansee gelegener Park in Chicago, in dem sich drei der bedeutendsten Museen der Stadt befinden: Das Adler-Planetarium, das Shedd Aquarium und das Field Museum of Natural History. Er hat eine Fläche von 23 ha und ist der südöstliche Teil des Grant Parks.

## Geschichte
Der Museum Campus wurde 1998 angelegt mit dem Ziel, das kulturreiche Gebiet um die drei Museen fußgängerfreundlich zu gestalten. Dazu wurde die Autobahn Lake Shore Drive entlang des Michigansees, die vorher das Gebiet geteilt hat, umgeleitet und liegt nun westlich vom Soldier Field. Der Campus zeichnet sich heute aus durch zahlreiche Grünareale sowie Fußgängerwege und Joggingstrecken. Als besonders pittoresk gilt der Solidarity Drive; ein Teil des Weges besteht aus einem schmalen Isthmus. Ebenso befinden sich entlang des Weges bronzefarbene Monumente des Astronomen Nikolaus Kopernikus, des polnischen General Tadeusz Kościuszko und des tschechischen Schriftstellers Karel Havlíček Borovský.